# Италија на Светском првенству у атлетици на отвореном 2022.
Италија је учествовала на 18. Светском првенству у атлетици на отвореном 2022. одржаном у Јуџину од 15. до 25. јула осамнаести пут, односно учествовала је на свим првенствима до данас. Репрезентацију Италија су представљала 49. такмичара (24 мушкарца и 25 жена) у 32. дисциплине (15 мушких, 16 женских и 1 мешовита).,.
На овом првенству Италија је по броју освојених медаља делила 19. место са 2 освојене медаље (1 златна и 1 бронзана). У табели успешности (према броју и пласману такмичара који су учествовали у финалним такмичењима (првих 8 такмичара) Италија је са 10 учесника у финалу заузела 12. место са 39 бодова.
| Плас. | Земља   | 1. место | 2. место | 3. место | 4. место | 5. место | 6. место | 7. место | 8. место | Бр. финал. | Бод. |
| ----- | ------- | -------- | -------- | -------- | -------- | -------- | -------- | -------- | -------- | ---------- | ---- |
| 12.   | Италија | 1        | 0        | 1        | 3        | 1        | 0        | 2        | 2        | 10         | 39   |

## Освајачи медаља (2)

### злато (1)
- Масимо Стано — 35 км ходање

### бронза (1)
- Елена Валортигара — Скок увис

## Учесници
| Мушкарци: - Ламонт Марсел Џејкобс — 100 м - Читуру Али — 100 м, 4х100 м - Филипо Торту — 200 м, 4х100 м - Есеоса Фостине Десалу — 200 м, 4х100 м - Едоардо Скоти — 400 м, 4х400 м - Давиде Ре — 400 м - Каталин Текућеану — 800 м - Марио Ламбруги — 400 м препоне - Ахмед Абделвахед — 3.000 м препреке - Лоренцо Пата — 4х100 м - Лоренцо Бенати — 4х400 м, 4х400 м (м+ж) - Владимир Ачети — 4х400 м - Брајан Лопез — 4х400 м, 4х400 м (м+ж) - Франческо Фортунато — 20 км ходање - Ђанлука Пичотино — 20 км ходање - Масимо Стано — 35 км ходање - Андреа Агрусти — 35 км ходање - Ђанмарко Тамбери — Скок увис - Марко Фасиноти — Скок увис - Андреа Далавале — Троскок - Емануел Ихемеј — Троскок - Тобиа Боки — Троскок - Ник Понцио — Бацање кугле - Леонардо Фабри — Бацање кугле | Жене: - Зајнаб Досо — 100 м, 4х100 м - Далија Кадари — 200 м, 4х100 м - Аличе Манђоне — 400 м, 4х400 м, 4х400 м (м+ж) - Елена Бело — 800 м - Гаја Сабатини — 1.500 м - Синтајеху Виса — 1.500 м - Федерика Дел Буоно — 1.500 м - Елиса Марија Ди Лазаро — 100 м препоне - Ајомиде Фолорунсо — 400 м препоне - Ребека Сартори — 400 м препоне - Линда Оливиер — 400 м препоне - Ана Бонђорни — 4х100 м - Виторија Фонтана — 4х100 м - Ана Полинари — 4х400 м - Ајомиде Темиладе Фолорунсо — 4х400 м, 4х400 м (м+ж) - Вирђинија Тројани — 4х400 м - Валентина Траплети — 20 км ходање - Николе Коломби — 20 км ходање - Елена Валортигара — Скок увис - Елиза Молинароло — Скок мотком - Роберта Бруни — Скок мотком - Лариса Јапичино — Скок удаљ - Отавија Честонаро — Троскок - Даиси Осакуе — Бацање диска - Сара Фантини — Бацање кладива |

## Резултати

### Мушкарци
| Атлетичар                                                  | Дисциплина       | Лични рекорд | Квалификације            | Квалификације   | Полуфинале            | Полуфинале            | Финале                | Финале               | Детаљи |
| Атлетичар                                                  | Дисциплина       | Лични рекорд | Резултат                 | Место           | Резултат              | Место                 | Резултат              | Место                | Детаљи |
| ---------------------------------------------------------- | ---------------- | ------------ | ------------------------ | --------------- | --------------------- | --------------------- | --------------------- | -------------------- | ------ |
| Ламонт Марсел Џејкобс                                      | 100 м            | 9,80 НР      | 10,04 (.032) КВ, =ЛРС    | 2. у гр. 4      | Није стартовао        | Није стартовао        | Није се квалификовао  | Није се квалификовао |        |
| Читуру Али                                                 | 100 м            | 10,03        | 10,40                    | 6. у гр. 1      | Није се квалификовао  | Није се квалификовао  | Није се квалификовао  | 42 / 67 (71)         |        |
| Филипо Торту                                               | 200 м            | 20,11        | 20,18 КВ                 | 1. у гр. 6      | 20,10 (.099)          | 3. у гр. 3            | Није се квалификовао  | 9 / 44 (49)          |        |
| Есеоса Фостине Десалу                                      | 200 м            | 20,13        | 20,63                    | 4. у гр. 4      | Нису се квалификовали | Нису се квалификовали | Нису се квалификовали | 30 / 44 (49)         |        |
| Едоардо Скоти                                              | 400 м            | 45,21        | 46,46                    | 1. у гр. 3      | Нису се квалификовали | Нису се квалификовали | Нису се квалификовали | 29 / 41              |        |
| Давиде Ре                                                  | 400 м            | 44,77 НР     | 46,49                    | 5. у гр. 4      | Нису се квалификовали | Нису се квалификовали | Нису се квалификовали | 31 / 41              |        |
| Каталин Текућеану                                          | 800 м            | 1:44,93      | 1:44,76 кв, ЛР           | 4. у гр. 5      | 1:46,31               | 4. у гр. 2            | Није се квалификовао  | 16 / 42 (45)         |        |
| Марио Ламбруги                                             | 400 м препоне    | 48,99        | 50,18 (.175)             | 5. у гр. 5      | Није се квалификовао  | Није се квалификовао  | Није се квалификовао  | 24 / 36 (41)         |        |
| Ахмед Абделвахед                                           | 3.000 м препреке | 8:10,29      | 8:21,04 кв               | 6. у гр. 1      |                       |                       | 8:33,43               | 12 / 40 (41)         |        |
| Лоренцо Пата Филипо Торту Есеоса Фостине Десалу Читуру Али | 4 х 100 м        | 37,50 НР     | 38,74 НРС                | 7. у гр. 2      | Нису се квалификовали | 10 / 13 (16)          |                       |                      |        |
| Лоренцо Бенати Владимир Ачети Брајан Лопез Едоардо Скоти   | 4 х 400 м        | 2:58,81 НР   | 3:03,43 НРС              | 5. у гр. 2      | Нису се квалификовали | 10 / 13 (15)          |                       |                      |        |
| Франческо Фортунато                                        | 20 км ходање     | 1:19:43 НР   |                          |                 |                       |                       | 1:22:50               | 15 / 43 (45)         |        |
| Ђанлука Пичотино                                           | 20 км ходање     | 1:21:36      | 1:28:33                  | 32 / 43 (45)    |                       |                       |                       |                      |        |
| Масимо Стано                                               | 35 км ходање     | 2:29:09      | 2:23:14 РСП, СРС, НР, ЛР |                 |                       |                       |                       |                      |        |
| Андреа Агрусти                                             | 35 км ходање     | 2:37:39      | Дисквалификован          | Дисквалификован |                       |                       |                       |                      |        |
| Ђанмарко Тамбери                                           | Скок увис        | 2,39 НР      | 2,28 кв                  | 5. у гр. Б      |                       |                       | 2,33 ЛРС              | 4 / 26 (29)          |        |
| Марко Фасиноти                                             | Скок увис        | 2,33         | 2,25                     | 6. у гр. А      | Није се квалификовао  | 16 / 26 (29)          |                       |                      |        |
| Андреа Далавале                                            | Троскок          | 17,35        | 16,86 кв                 | 3. у гр. А      | 17,25                 | 4 / 27 (29)           |                       |                      |        |
| Емануел Ихемеј                                             | Троскок          | 17,14        | 17,13 КВ, ЛРС            | 2. у гр. Б      | 17,17                 | 5 / 27 (29)           |                       |                      |        |
| Тобиа Боки                                                 | Троскок          | 17,14        | 16,58                    | 8. у гр. Б      | Није се квалификовао  | 15 / 27 (29)          |                       |                      |        |
| Ник Понцио                                                 | Бацање кугле     | 21,83        | 21,35 КВ                 | 2. у гр. Б      | 20,81                 | 9 / 29 (30)           |                       |                      |        |
| Леонардо Фабри                                             | Бацање кугле     | 21,99        | 19,73                    | 15. у гр. Б     | Није се квалификовао  | 22 / 29 (30)          |                       |                      |        |

### Жене
| Атлетичарка                                                             | Дисциплина     | Лични рекорд | Квалификације    | Квалификације    | Полуфинале            | Полуфинале            | Финале                | Финале                | Детаљи |
| Атлетичарка                                                             | Дисциплина     | Лични рекорд | Резултат         | Место            | Резултат              | Место                 | Резултат              | Место                 | Детаљи |
| ----------------------------------------------------------------------- | -------------- | ------------ | ---------------- | ---------------- | --------------------- | --------------------- | --------------------- | --------------------- | ------ |
| Зајнаб Досо                                                             | 100 м          | 11,19        | 11,26 КВ         | 2. у гр. 3       | 11,28                 | 6. у гр. 3            | Нису се квалификовале | 21 / 49               |        |
| Далија Кадари                                                           | 200 м          | 22,64        | 22,75 КВ         | 3. у гр. 1       | 22,86                 | 6. у гр. 3            | Нису се квалификовале | 19 / 44 (45)          |        |
| Аличе Манђоне                                                           | 400 м          | 51,47        | 52,72            | 4. у гр. 5       | Није се квалификовала | Није се квалификовала | Није се квалификовала | 34 / 43               |        |
| Елена Бело                                                              | 800 м          | 1:58,97      | 2:02,78 кв       | 6. у гр. 2       | 2:00,34               | 6. у гр. 3            | Није се квалификовала | 13 / 45               |        |
| Гаја Сабатини                                                           | 1.500 м        | 4:01,93      | 4:07,82 КВ       | 4. у гр. 1       | Дисквалификована      | Дисквалификована      | Није се квалификовала | Није се квалификовала |        |
| Синтајеху Виса                                                          | 1.500 м        | 4:04,64      | 4:07,33          | 12. у гр. 2      | Нису се квалификовале | Нису се квалификовале | Нису се квалификовале | 22 / 42               |        |
| Федерика Дел Буоно                                                      | 1.500 м        | 4:03,45      | 4:08,42          | 10. у гр. 3      | Нису се квалификовале | Нису се квалификовале | Нису се квалификовале | 28 / 42               |        |
| Елиса Марија Ди Лазаро                                                  | 100 м препоне  | 12,90        | 13,16            | 7. у гр 6        | Нису се квалификовале | Нису се квалификовале | Нису се квалификовале | 18 / 38 (42)          |        |
| Ајомиде Темиладе Фолорунсо                                              | 400 м препоне  | 54,60        | 54,69 КВ         | 2. у гр. 5       | 54,34 НР, ЛР          | 5. у гр. 3            | Нису се квалификовале | 10 / 36 (37)          |        |
| Ребека Сартори                                                          | 400 м препоне  | 55,40        | 55,72 (.716) кв  | 5. у гр. 3       | 55,90                 | 8. у гр. 1            | Нису се квалификовале | 22 / 36 (37)          |        |
| Линда Оливиери                                                          | 400 м препоне  | 55,54        | 56,09 кв         | 6. у гр. 2       | 60,04                 | 8. у гр. 2            | Нису се квалификовале | 23 / 36 (37)          |        |
| Зајнаб Досо Далија Кадари Ана Бонђорни Виторија Фонтана                 | 4 х 100 м      | 42,84 НР     | 42,71 кв, НР     | 4. у гр. 2       |                       |                       | 42,92                 | 8 / 16                |        |
| Ана Полинари Ајомиде Темиладе Фолорунсо Вирђинија Тројани Аличе Манђоне | 4 х 400 м      | 3:25,16 НР   | 3:28,72 кв, НРС  | 4. у гр. 2       | 3:26,45 НРС           | 7 / 14 (16)           |                       |                       |        |
| Валентина Траплети                                                      | 20 км ходање   | 1:29:47      |                  |                  |                       |                       | 1:29:54               | 8/ 36 (41)            |        |
| Николе Коломби                                                          | 20 км ходање   | 1:30:24      | Дисквалификована | Дисквалификована |                       |                       |                       |                       |        |
| Елена Валортигара                                                       | Скок увис      | 2,02         | 1.93 кв          | 1. у гр. А       |                       |                       | 2,00                  |                       |        |
| Елиза Молинароло                                                        | Скок мотком    | 4,55         | 4,35             | 9. у гр. А       | Нису се квалификовале | 16 / 26 (28)          |                       |                       |        |
| Роберта Бруни                                                           | Скок мотком    | 4,71         | 4,35             | 9. у гр. Б       | Нису се квалификовале | 16 / 26 (28)          |                       |                       |        |
| Лариса Јапичино                                                         | Скок удаљ      | 6,91         | 6,60             | 7. у гр. А       | Нису се квалификовале | 14 / 25 (28)          |                       |                       |        |
| Отавија Честонаро                                                       | Троскок        | 14,22        | 13,63            | 13. у гр. А      | Нису се квалификовале | 22 / 28               |                       |                       |        |
| Даиси Осакуе                                                            | Бацање диска   | 63,66 НР     | 56,74            | 14. у гр. А      | Нису се квалификовале | 20 / 30               |                       |                       |        |
| Сара Фантини                                                            | Бацање кладива | 75,77 НР     | 72,38 кв         | 3. у гр. Б       | 73,18                 | 4 / 30                |                       |                       |        |

### Мешовито
| Атлетичари                                                                           | Дисциплина | Лични рекорд | Квалификације   | Квалификације | Полуфинале | Полуфинале | Финале   | Финале      | Детаљи |
| Атлетичари                                                                           | Дисциплина | Лични рекорд | Резултат        | Место         | Резултат   | Место      | Резултат | Место       | Детаљи |
| ------------------------------------------------------------------------------------ | ---------- | ------------ | --------------- | ------------- | ---------- | ---------- | -------- | ----------- | ------ |
| Лоренцо Бенати (м) Ајомиде Темиладе Фолорунсо (ж) Брајан Лопез (м) Аличе Манђоне (ж) | 4 х 400 м  | 3:13,51 НР   | 3:13,89 кв, НРС | 4. у гр. 1    |            |            | 3:16,45  | 7 / 15 (16) |        |